# Xiao Tabuyan
Xiao Tabuyan (kineski: 蕭塔不煙, Xiāo Tǎbùyān; poznata i kao Gǎntiān, Kuyang ili Orghina) bila je carica Qare Khitaija kao žena svog bratića, cara Yelü Dashija. Par je dobio barem dvoje djece, sina Yelü Yiliea i kćer Yelü Pusuwan. 
Godine 1143., nakon smrti svog supruga, Tabuyan je postala regentica svom sinu, ali je zapravo de facto samostalno vladala. Kad je na njezin dvor 1146. stigao izaslanik cara Xizonga od Jina, Zhangge Hannu (粘割韩奴), Tabuyan ga je dala pogubiti.
Tabuyan se povukla s vlasti godine 1150.